# Sankt Nikolai kyrka, Pavlovci
Sankt Nikolai kyrka (serbisk kyrilliska: Црква Светог Николе; latinska: Crkva Svetog Nikole) är en serbisk-ortodox kyrkobyggnad belägen i byn Pavlovci, i staden Ruma i regionen Srem i provinsen Vojvodina, i norra Serbien.
Kyrkan är helgad åt Sankt Nikolaus och tillhör det serbisk-ortodoxa stiftet Srems stift.

## Historik
Sankt Nikolai kyrka i Pavlovci började byggas år 2007 och stod klar 2014.

## Bilder

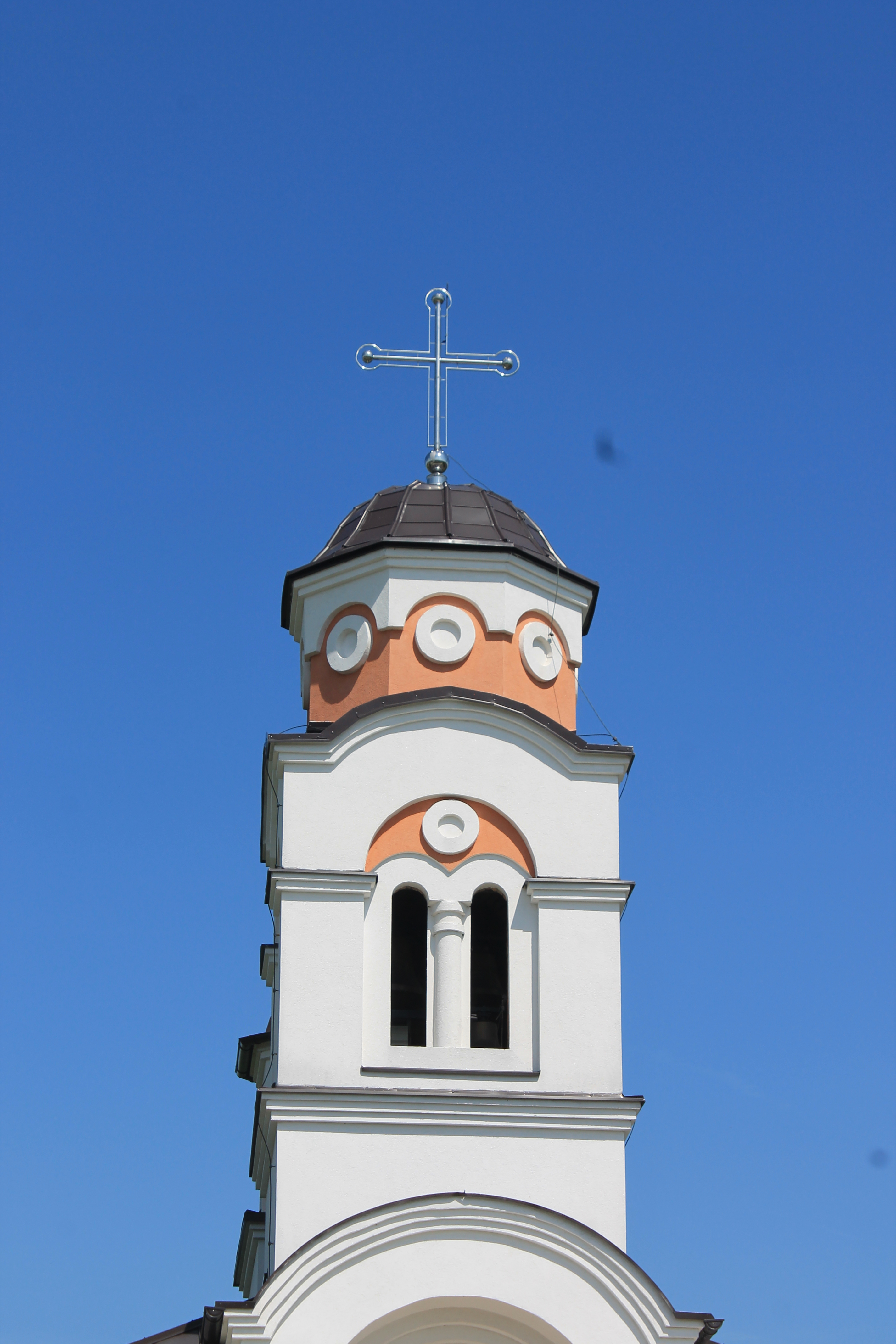
Närbild på klocktornet.